# Himachalia lahoulicola
Himachalia lahoulicola är en fjärilsart som beskrevs av Hermann Hacker och Peks 1993. Himachalia lahoulicola ingår i släktet Himachalia och familjen nattflyn. Inga underarter finns listade i Catalogue of Life.